# Vesterbro

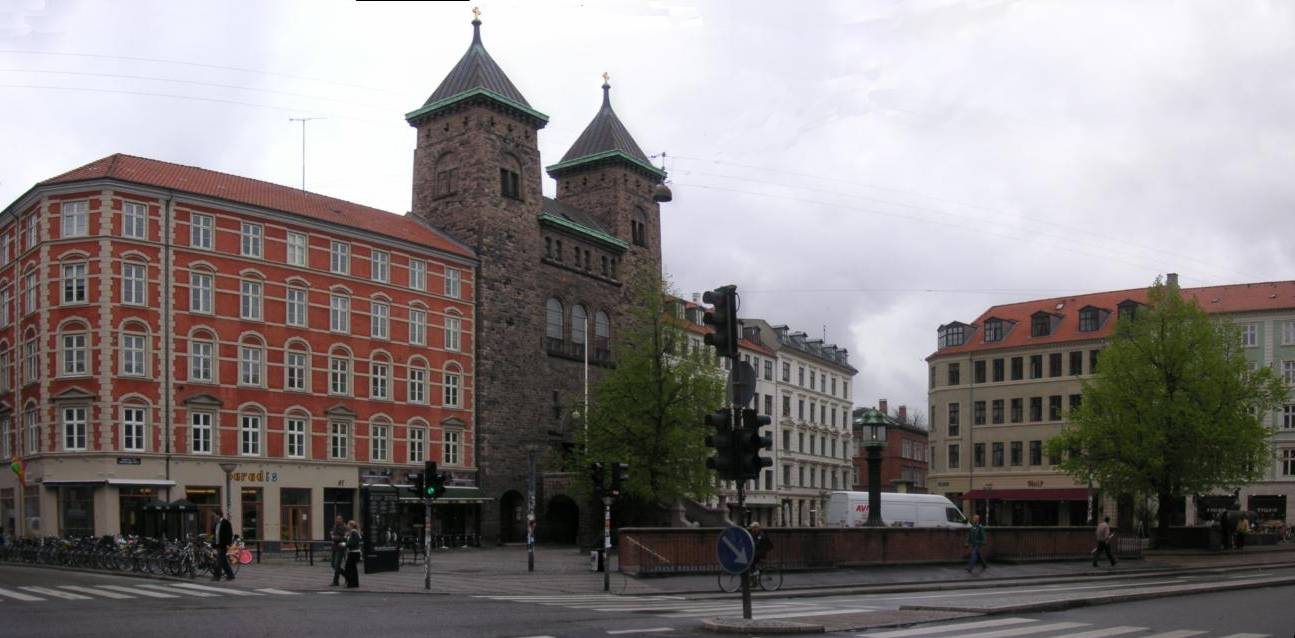
Kyrkan Eliaskirken, vid Vesterbro Torv sett från Vesterbrogade.

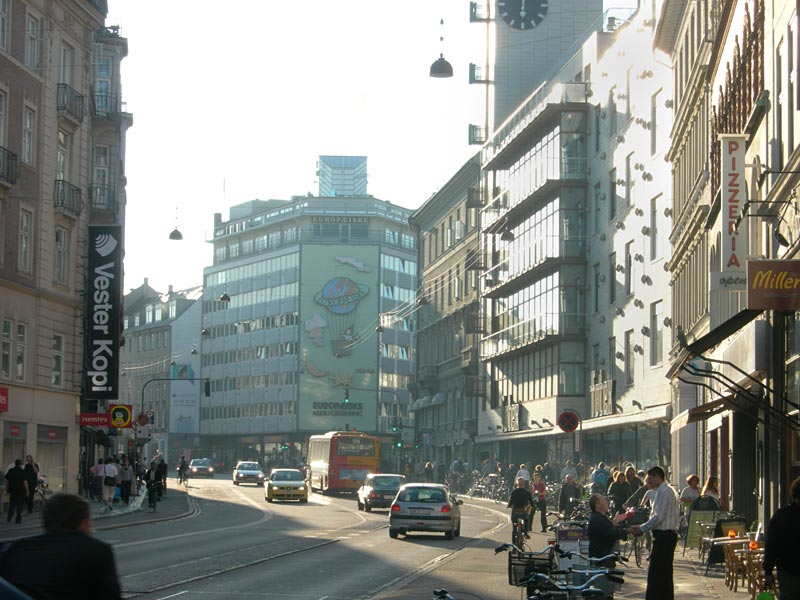
Vesterbrogade rätt efter Vesterbro Torv, mot söder

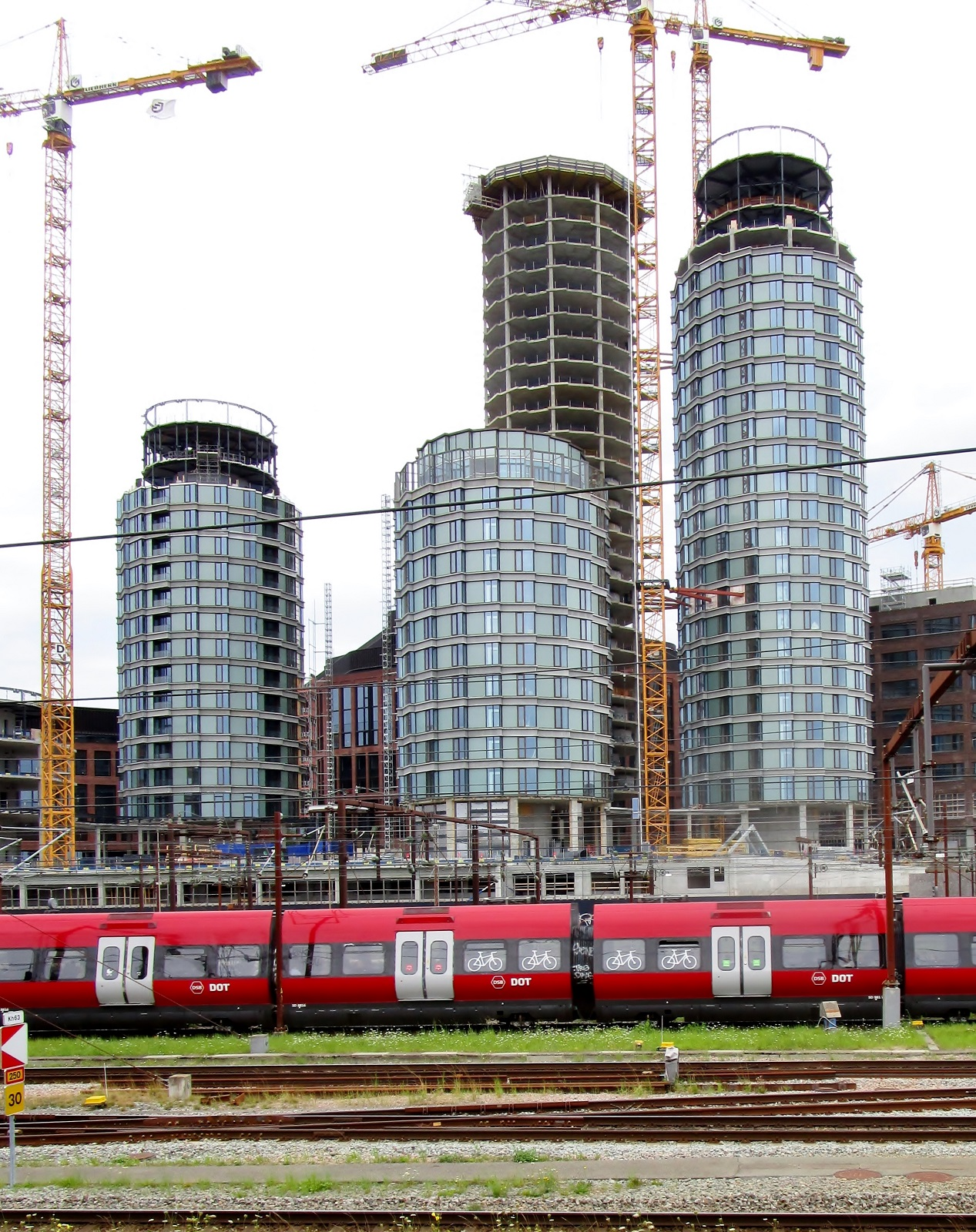
Moderna Postbyen vars högsta torn är 106 m ligger i Vesterbro.

Vesterbro är en äldre arbetarstadsdel i Köpenhamn, Danmark. Stadsdelens huvudgata, Vesterbrogade, vilken liksom Nørrebrogade präglas av etnisk mångfald, börjar mitt i Köpenhamn vid Rådhuspladsen.
Vesterbro har  35 213 invånare (2005). I stadsdelens östra utkant, vid Kalvebod Brygge och pendeltågsstationen Dybbølsbro, ligger köpcentrumet Fisketorvet.

## Historia

### Fram till 1800-talet
Vesterbro var ursprungligen namnet på den gatstensbelagda (gatsten = "brosten" på danska) landsväg som västerifrån förde till stadens Vesterport (där Rådhuspladsen ligger i dag). Få landsvägar var på den tiden stenlagda, men den intensiva trafiken till huvudstaden gjorde stenbeläggning nödvändig. Det var ringa bebyggelse längs Vesterbro, men de som bodde där, bodde "på Vesterbro". När Köpenhamns befästning på 1850-talet nedlades, blev jordarna längs Vesterbro, som hittills hade varit mark och trädgårdar, bebyggda, och samtidigt utvidgades användningen av namnet "Vesterbro" till att beteckna bebyggelsen längs sidogatorna till den tidigare landsvägen. Senare på 1800-talet ändrades namnet på stadsdelens huvudgata till Vesterbrogade. På motsvarande sätt har namnen på nuvarande Nørrebro och Østerbro uppstått. Dessa ingår i det gemensamma begreppet Brokvartererne.
H.C. Andersen skrev i äventyret Den gamle Gadeløgte: "Da vilde det blive bestemt om den skulde sendes ud paa en af Broerne og lyse der." ("Då skulle det bestämmas om den skulle sändas ut på en av broarna och lysa där.") I fotnoterna till den kritiska Eventyr-utgåvan upplyses härtill: "en af Broerne: dvs. brokvartererne Nørre-, Vester- eller Østerbro." ("[E]n av broarna: det vill säga brokvarteren Nørre-, Vester- eller Østerbro." Men äventyret är från 1847, och på den tiden existerade ännu inte brokvarteren. Meningen är alltså att lyktan skulle lysa på en av utfartsvägarna från Köpenhamns portar.
Ett motsvarande exempel på att ett namn som ursprungligen betecknade en landsväg har blivit namnet på en stadsdel, har man rimligtvis i det stadskvarter (Bezirk) i Wien som heter Landstraße (se här).

### 1900-talet
År 1910 öppnade i Eskildsgade den sociala hjälporganisationen Mændenes Hjem (Männens hem) som nu är en självägande institution, som har öppet hela dygnet i hörnet av Istedgade och Lille Istedgade.
Vesterbro från det sena 1900-talet, i takt med Köpenhamns stadsförnyelse (byfornyelsen), bland en del uppnått status som ett "tufft" ställe att bo. Efter att ha haft ett rykte som Köpenhamns prostitutions- och narkomankvarter, där bara de fattigaste ville bo, har kvarteret det sista årtiondet[när?] på några områden blomstrat upp, dels på grund av stadsförnyelsen, dels för att de unga, som bodde där för tio år sedan (för att det var det enda ställe de hade råd att bo när de levde på studiemedel), nu har fått arbete, utbildning och mer pengar. Till skillnad från tendensen i resten av Danmarks stadskvarter, är antalet barnfamiljer på Vesterbro ökande.[källa behövs]
Det finns fortfarande porrbutiker på Istedgades innersta bit och enskilda på Vesterbrogade. Trots en ihärdig polisinsats förekommer narkomaner på Istedgades innersta bit, speciellt omkring Mariakirken, och prostituerade särskilt vid Halmtorvet och Skelbækgade. Likaledes har det varit problem med haschklubbar på olika ställen i stadsdelen.

### 2000-talet
2016 etablerade den nybildade stödorganisationen Sexelancen sin närvaro i Vesterbro. 2019 bytte man namn till The Red Van, vilken med sin röda skåpbil erbjuder rådgivning och en tryggare arbetsmiljö för områdets gatuprostituerade.

## Sevärdheter
- Tivoli
- Palads-biograferne
- Scala
- Cirkusbygningen
- Pumpehuset
- Hard Rock Café
- Vesterbrogade
- Frihedsstøtten
- Köpenhamns Hovedbanegård
- Vesterbros Torv
- Det Ny Teater
- Köpenhamns stadsmuseum
- Museumsgaden
- Carlsberg-siloen
- Sorte Hest
- Vega
- Enghaveparken
- Istedgade
- Westend
- Halmtorvet
- DGI-byen
- Øksnehallen

## Kända personer från Vesterbro
- Joan Ørting, sexolog
- Adam Oehlenschläger, författare
- Tove Ditlevsen, författare
- Ritt Bjerregaard, politiker
- Liva Weel, sångerska och skådespelerska
- Bjørn Hansen, sångare från Bjørn & Okay
- Dan Turèll, författare
- Mikkel Warming, socialborgarråd (socialborgmester)
- Huxi Bach, radio- och tv-värd
- Erik Clausen, multikonstnär och filmskapare

### Allmänna källor
- Befolkningstallet för Vesterbro
- Beskrivelse af Vesterbro fra 1912
- Vesterbro Lokalhistoriske Forening og Arkiv
- 4. maj-initiativet. Arrangør af fakkeltoget gennem Istedgade til minde om befrielsesaftenen 4. maj 1945.